# Statesmen of World War I
Statesmen of World War I (Staatsmänner des Ersten Weltkriegs) ist ein Gemälde von James Guthrie (1859–1930) aus dem Jahr 1930. Es befindet sich heute in der National Portrait Gallery in London. James Guthrie war ein schottischer Maler des Spätimpressionismus und bedeutender Vertreter der Glasgow Boys, einer Künstlergruppe aus dem 19. und frühen 20. Jahrhundert. Die ursprüngliche Bezeichnung für das Gemälde war Some Statesmen of the Great War (Einige Staatsmänner des Großen Krieges).

## Vorgeschichte

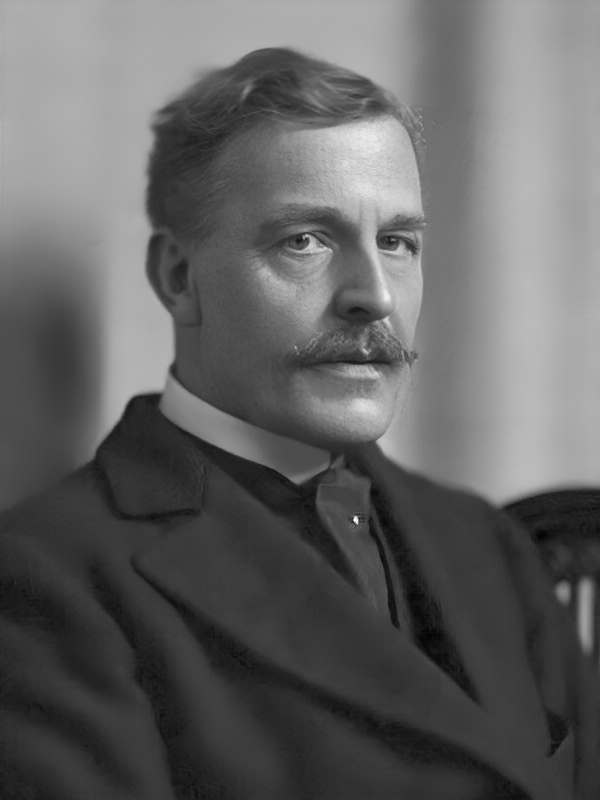
James Guthrie nach 1900

Kurz nach Ende des Ersten Weltkriegs erkundigte sich der südafrikanische Finanzier Abraham Bailey (1864–1940) bei einem Kunsthändler, wie er zwei lebensgroße Gruppenporträts in Auftrag geben könnte, die die große Bedeutung der Armee und der Marine für den Sieg im Weltkrieg würdigen sollten. Zugleich wollte Bailey veranschaulichen, wie erfolgreich die britische Politik in Bezug auf die Dominions war. Der Kunsthändler wandte sich an James Milner, den Direktor der National Portrait Gallery in London. Milner und der Vorsitzende des Kuratoriums, Harold Arthur Lee-Dillon, empfahlen, ein drittes Gemälde mit bedeutenden Staatsmännern des Vereinigten Königreichs in Auftrag zu geben, die den Krieg siegreich zu Ende geführt hatten. Bailey erklärte sich einverstanden und bot an, 5000 £ (heute etwa 310.000 £) für jedes der drei Gemälde zu zahlen und sie nach der Fertigstellung der National Portrait Gallery als Schenkung zu überlassen.
Obwohl Bailey die Gemälde selbst bezahlte, überließ er dem Kuratorium des Museums die Entscheidung, welche Personen porträtiert werden sollten und welche Künstler die Arbeiten ausführen würden. Seine einzigen Bedingungen waren, dass auch Staatsmänner der britischen Dominions dargestellt und die Bilder schnellstmöglich fertiggestellt würden, um sie zu reproduzieren und im britischen Empire zu vermarkten. Die Auswahl der bedeutendsten britischen Militär- und Marineführer war schnell getroffen, aber die Zusammenstellung der Staatsmänner bereitete Probleme. Zunächst wurden nur Staatsmänner berücksichtigt, die während des Krieges amtiert hatten. Dann beschränkte man sich in der Darstellung auf die Premierminister von Australien, Kanada, Neufundland, Neuseeland, Südafrika und des Vereinigten Königreichs sowie die britischen Außenminister, Kriegsminister und Ersten Lords der Admiralität. Obwohl Edward Stanley, 17. Earl of Derby, von 1916 bis 1918 Kriegsminister gewesen war, wurde er nicht in die Auswahl aufgenommen. Zwei führende Politiker, George Nicoll Barnes und Andrew Bonar Law, wurden wegen ihrer Mitgliedschaft in den Koalitionsregierungen unter Herbert Henry Asquith und David Lloyd George während der Kriegszeit berücksichtigt, so dass die Gesamtzahl der Personen zu diesem Zeitpunkt sechzehn betrug.
Für die ersten beiden Gemälde konnten bald zwei Porträtisten gefunden werden. John Singer Sargent (1856–1925) malte General Officers of World War I und Arthur Stockdale Cope (1857–1940) schuf Naval Officers of World War I. Beide Gemälde sind noch heute Teil der Sammlung der National Portrait Gallery. Für das dritte Gemälde hatte Bailey zunächst William Orpen gewinnen wollen, aber Orpen lehnte den Auftrag ab, da er bereits als offizieller Porträtkünstler für die Pariser Friedenskonferenz 1919 engagiert worden war. Orpen fertigte u. a. anlässlich des Friedensvertrags von Versailles das Gemälde The Signing of Peace in the Hall of Mirrors, Versailles an. Daraufhin empfahl Sargent als Porträtisten den schottischen Künstler James Guthrie. Die Museumsleitung machte Guthrie ein entsprechendes Angebot, aber Guthrie zögerte, genau wie es Sargent anfangs getan hatte. Guthrie war sich der Herausforderung bewusst, ein stimmiges und überzeugendes Konzept entwickeln zu müssen, da er kein Gruppenbild wie von einem Fotografen abliefern wollte. Sargent blieb jedoch hartnäckig und konnte seinen Kollegen und Freund schließlich umstimmen, so dass Guthrie Anfang 1919 das Angebot annahm. Guthrie regte die Einführung einer weiteren Figur an und schlug Ganga Singh, den Maharadscha von Bikaner, als Vertreter für Britisch-Indien vor. Dieser Vorschlag wurde angenommen und erhöhte die endgültige Gesamtzahl der Staatsmänner auf siebzehn:
- Premierminister der Dominions (6): Joseph Cook (Australien), Billy Hughes (Australien), Robert Borden (Kanada), Edward Morris (Neufundland), William Ferguson Massey (Neuseeland) und Louis Botha (Südafrika).
- Britische Premierminister (2): Herbert Henry Asquith und David Lloyd George.
- Britische Außenminister (2): Edward Grey und Arthur James Balfour.
- Britische Kriegsminister (4): Herbert Henry Asquith, Herbert Kitchener, David Lloyd George und Alfred Milner.
- Erste Lords der britischen Admiralität (3): Winston Churchill, Arthur James Balfour und Eric Campbell Geddes.
- Bedeutende Minister in britischen Kabinetten (2): George Nicoll Barnes und Andrew Bonar Law.
- Vertreter für Indien (1): Ganga Singh, Maharadscha von Bikaner.

## Vorarbeiten

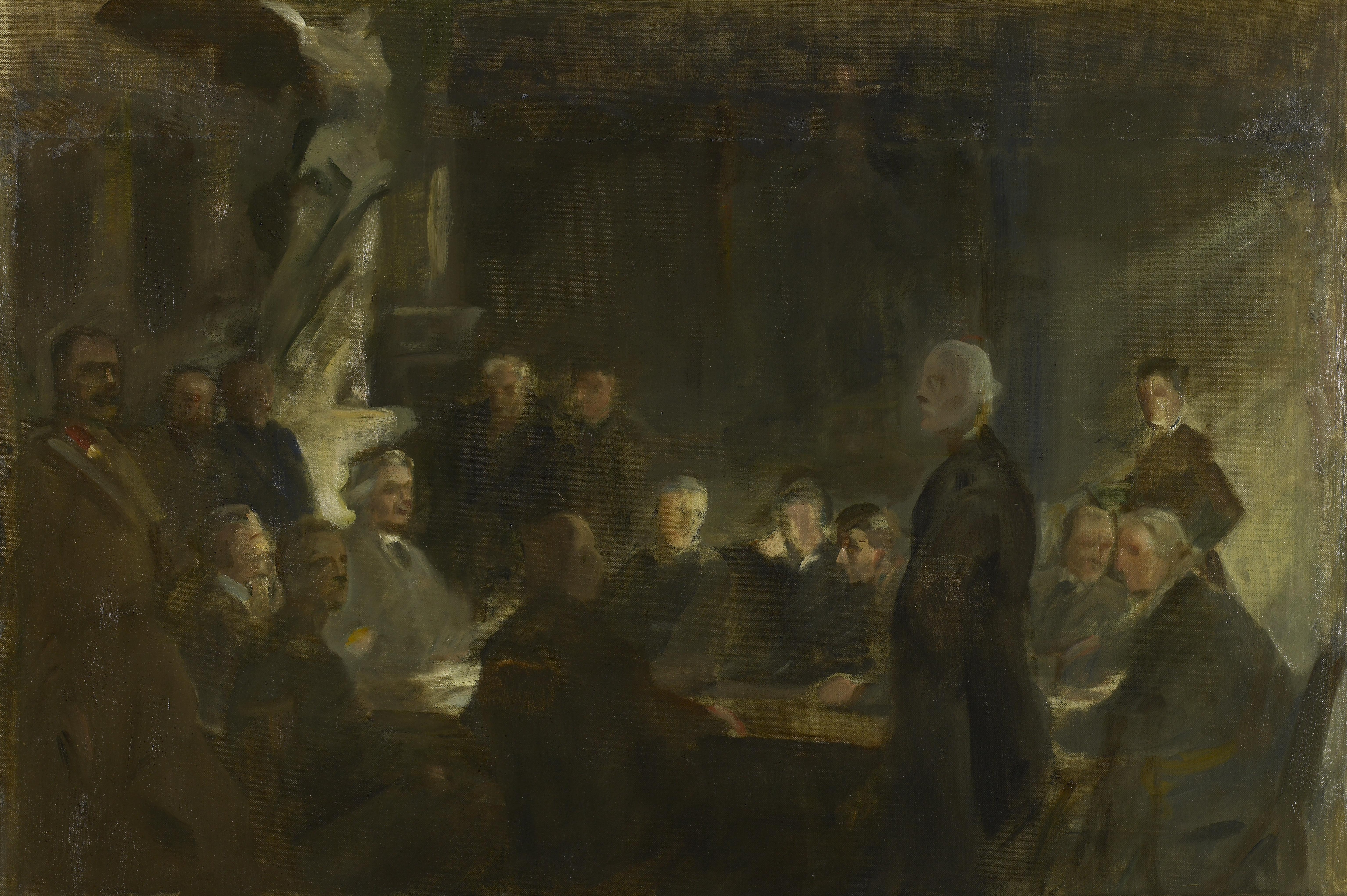
Studie der Gesamtkomposition

Guthrie gab zunächst ungefähr 1000 £ für den Ausbau seines Ateliers aus. Er ließ auch die Decke anheben, um ein gleichmäßiges diffuses Licht zu erhalten. Anschließend wollte Guthrie alle dargestellten Personen mit Ausnahme von Herbert Kitchener, der 1916 im Krieg umgekommen war, jeweils in Einzelstudien porträtierten. Dies gestaltete sich schwierig, da die einzelnen Sitzungen mit den Zeitplänen der Politiker abgestimmt werden mussten und einige Staatsmänner nach Paris zur Friedenskonferenz abreisen wollten. Diese Verzögerungen beunruhigten Bailey, der auf eine möglichst zeitnahe Fertigstellung drängte. Da dem Künstler für jeden Staatsmann nur zwei Sitzungen von insgesamt dreißig Minuten zur Verfügung standen, fertigte Guthrie in den Sitzungen Zeichnungen auf Papier an, die er auf Leinwand nachzeichnete und in Ölfarbe entwickelte. Dabei wurde jeder Politiker in der Pose gemalt, die er im Gruppenbild einnehmen würde. Daher musste sich Guthrie die einzelnen Posen und die Gruppierungen der Personen vorher überlegt haben. Eine Ölskizze des Gesamtarrangements ist erhalten geblieben. Von Edward Grey existieren zwei Studien in verschiedenen Posen. Von Herbert Henry Asquith ist neben einer ausgearbeiteten Halbfigur ein skizzenhaftes Kopfbild erhalten geblieben. Guthries Büstenporträt von Louis Botha verwendete Sargent als Vorlage für sein Gemälde General Officers of World War I. Die Sitzungen zogen sich schließlich bis zum Frühsommer 1921 hin.
Guthrie war bestrebt, die Studien als Serie zusammenzuhalten, und überließ sie zu diesem Zweck seinen Verwandten, den Gardiners, die für die Ausstellung der Sammlung die Scottish National Portrait Gallery gewinnen konnten. Guthrie selbst arrangierte die Ausgestaltung und Anordnung der Porträtskizzen. Nach Guthries Tod im September 1930 wurde die Skizzensammlung als Hommage an den Künstler in Kirkcaldy, Dundee, Stirling, Aberdeen und Glasgow ausgestellt. 1934 verbrachte man die Serie in die modernisierte National Gallery of Scotland nach Edinburgh, wo sie noch heute zu sehen ist. Die einzelnen Porträts der Studienserie werden häufig als eindrucksvoller, überzeugender und interessanter bewertet als die Versionen auf dem Gruppenbild.

### Porträtstudien der Staatsmänner
|             |             |                      |               |                      |                      |                  |               |             |              |                    |               |                         |                   |             |             |                       |                       |  |
| Ganga Singh | Louis Botha | George Nicoll Barnes | Robert Borden | Arthur James Balfour | Eric Campbell Geddes | Andrew Bonar Law | Edward Morris | Joseph Cook | Billy Hughes | David Lloyd George | Alfred Milner | William Ferguson Massey | Winston Churchill | Edward Grey | Edward Grey | Herbert Henry Asquith | Herbert Henry Asquith |  |

## Fertigstellung
In den frühen 1920er Jahren erkrankte Guthrie, so dass sich die Ausarbeitung des Gruppenporträts verzögerte. 1924 begann er mit der Arbeit an der großformatigen Gesamtkomposition, die er immer wieder wegen seiner schweren Erkrankung unterbrechen musste. Die Staatsmänner versammelte Guthrie wie bei einer Konferenz um einen rechteckigen Tisch. Dabei stellte er von den siebzehn Personen neun stehend und acht sitzend dar. Die fiktive Szene spielt sich in einem hohen Saal mit dorischen Säulen und einem Gewölbe ab. Von rechts fällt ein schräger Sonnenstrahl wie ein Scheinwerfer auf die Gestalt Winston Churchills. Diese Betonung von Churchill ist fast prophetisch für seinen weiteren Werdegang, liegt aber wahrscheinlich in seiner Positionierung im Bildmittelpunkt begründet, denn Guthrie wollte offensichtlich keine Person übermäßig hervorheben, um den demokratischen Charakter der Versammlung zu bewahren. Ganz rechts im tiefen Schatten, etwas abseits von der Gruppe, steht Herbert Kitchener. Platzierung und Abdunkelung könnten sich auf die Tatsache beziehen, dass Kitchener vor der Entstehung des Bildes verstorben war. Kitchener steht mit dem linken Bein auf einem Tigerfell.

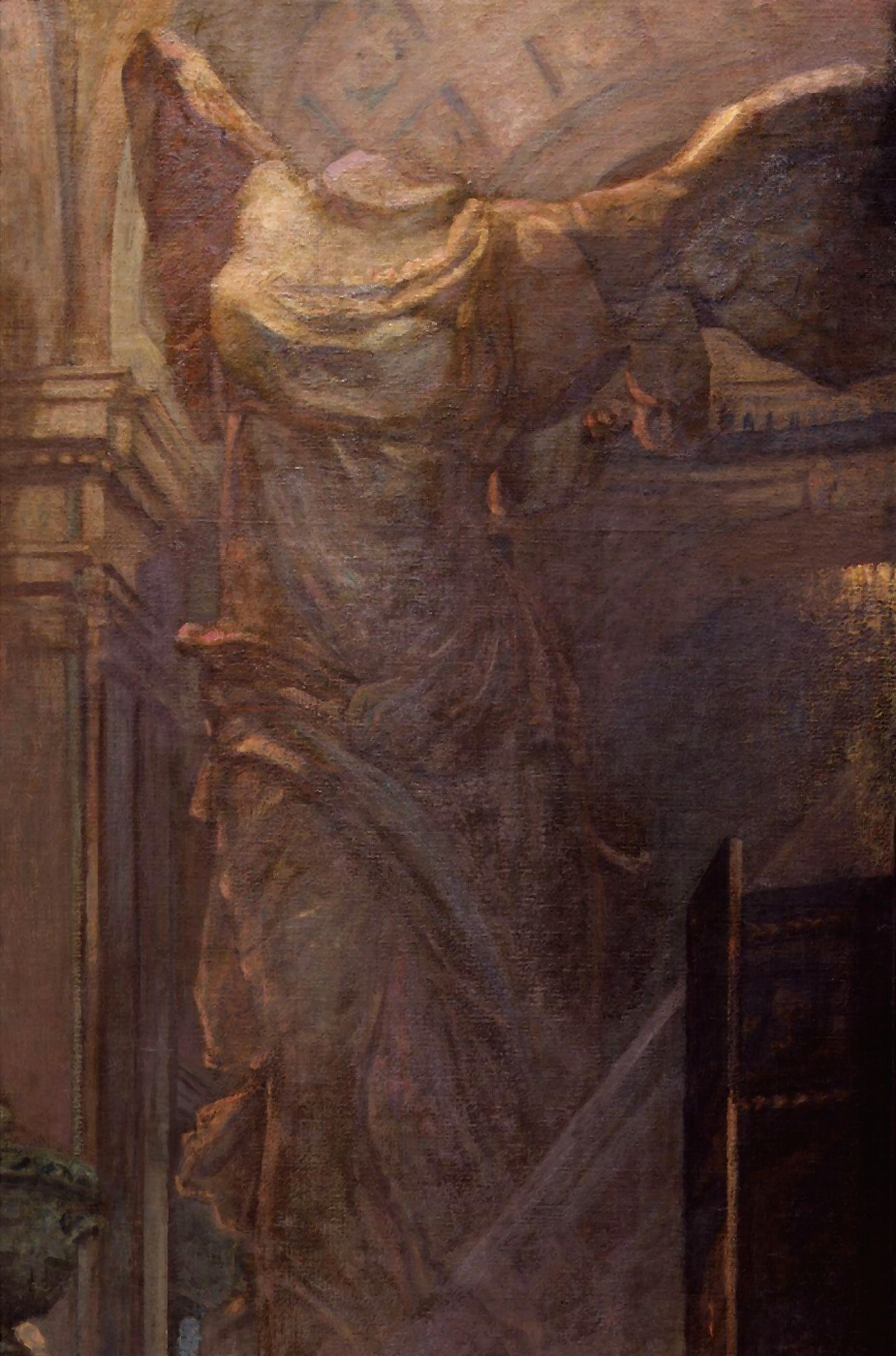
Detail mit der Siegesgöttin

Im Hintergrund ist eine geflügelte Skulptur zu erkennen, die an die Nike von Samothrake aus dem Louvre in Paris angelehnt ist. Sie ist das zentrale und dominierende Motiv in dem Gemälde. Die Figur ragt weit über die Gruppe der Staatsmänner empor, vermittelt ein Gefühl von Aktion und Triumph und verwandelt das Stück in eine Allegorie des imperialen Sieges. Um die Statue hinter den siebzehn Personen unterzubringen, erweiterte Guthrie das vorgesehene längliche Format nach oben. Daher ist die Arbeit von Guthrie mit 3,96 m Höhe und 3,55 m Breite im Gegensatz zu den Gemälden von Sargent und Cope im Hochformat angelegt.
Wahrscheinlich hat Guthrie bei der Ausarbeitung des Gruppenporträts die Einzelstudien abgezeichnet und in Öl nachgemalt. Dies könnte die Ursache für einige der Schwächen in der Ausführung sein, die die Überdimensionierung von Winston Churchills Kopf und die relativ dürftige Modellierung von Arthur Balfours Gesicht betreffen. Guthrie erkannte diese Mängel und war mit seiner Darstellung von Balfour so unzufrieden, dass er am Vorabend der ersten öffentlichen Ausstellung in Edinburgh das ganze Gesicht auskratzen und neu gestalten wollte.
In der Zwischenzeit baute man die National Portrait Gallery in London für die Unterbringung der drei Gemälde um. Die Decke der Hauptgalerie wurde erhöht, ein neues Beleuchtungssystem mit Spiegeln wurde installiert, die Wände wurden rot und die Böden schwarz angemalt. Es war geplant, dass das Gemälde mit den Staatsmännern in der Mitte positioniert und auf beiden Seiten von Sargents Generälen und Copes Marineoffizieren flankiert werden sollte. Guthrie beaufsichtigte in den letzten Monaten seines Lebens den Umbau und die Renovierung der Hauptgalerie, erlebte jedoch die Fertigstellung nicht mehr.
Als das Gemälde Anfang 1930 vollendet war, wurde es nach Edinburgh transportiert, wo Guthrie drei Wochen lang einen letzten Feinschliff anlegte. Im Frühjahr 1930 stellte die Scottish National Portrait Gallery das Gemälde erstmals öffentlich aus. Im September 1930 starb James Guthrie nach langer schwerer Krankheit. Im Oktober 1930 verbrachte man das Bild nach London in die National Portrait Gallery, wo es heute in Dauerausstellung zusammen mit den beiden anderen Arbeiten in Raum 31 (Britain 1914–59) ausgestellt ist.

## Die Staatsmänner des Großen Krieges

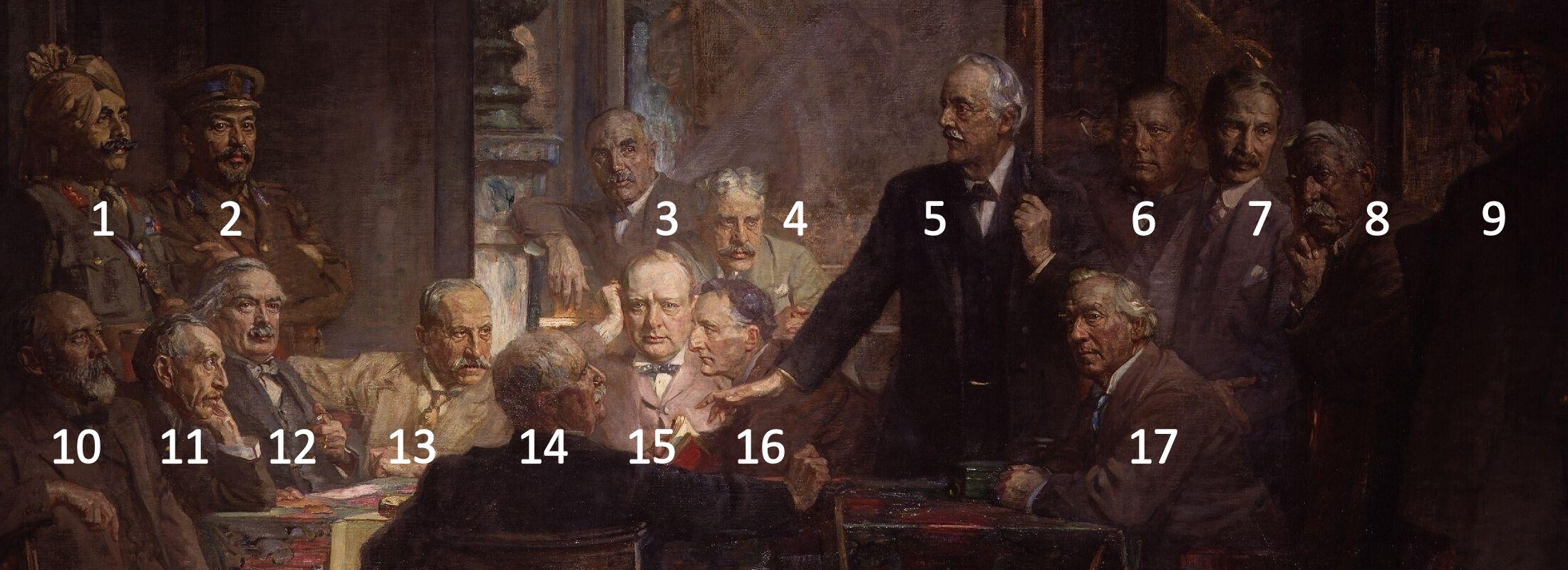
Detail mit den abgebildeten Staatsmännern

Stehend von links nach rechts abgebildet sind:
1. Ganga Singh (1880–1943), Maharadscha von Bikaner, war Generalmajor der britisch-indischen Armee und kämpfte in Ägypten und Palästina gegen das Osmanische Reich. Er war das einzige farbige Mitglied des britischen Kriegskabinetts (Imperial War Cabinet) und vertrat das Kaiserreich Indien 1919 auf der Pariser Friedenskonferenz.
2. Louis Botha (1862–1919) war von 1910 bis 1919 der erste Premierminister der Südafrikanischen Union. Er unterstützte Großbritannien durch Truppenentsendungen nach Deutsch-Südwestafrika, später nach Ostafrika und an die Westfront. Er war auch an den Verhandlung über den Versailler Friedensvertrag beteiligt.
3. George Nicoll Barnes (1859–1940) gehörte von 1916 bis 1920 dem Kabinett der Regierung Lloyd George an, zuerst als Pensionsminister (Minister of Pensions), später als Minister ohne Geschäftsbereich. Er nahm an der Pariser Friedenskonferenz teil und gehörte zu den Unterzeichnern des Friedensvertrags von Versailles.
4. Robert Borden (1854–1937) war zwischen 1911 und 1920 der achte Premierminister von Kanada. Borden unterstütze Großbritannien im Ersten Weltkrieg durch massive Truppenentsendungen und konnte dadurch den Status von Kanada innerhalb des British Commonwealth aufwerten.
5. Arthur James Balfour (1848–1930) war von 1902 bis 1905 britischer Premierminister, von 1915 bis 1916 Erster Lord der Admiralität (First Lord of the Admiralty) und von 1916 bis 1919 Außenminister (Secretary of State for Foreign Affairs). Von ihm stammt die Balfour-Deklaration von 1917, die dem jüdischen Volk in Palästina eine nationale Heimstätte zusicherte. Er gehörte zu den Unterzeichnern des Friedensvertrags von Versailles.
6. Eric Campbell Geddes (1875–1937) war von 1917 bis 1919 Erster Lord der Admiralität und gehörte dem Kriegskabinett von David Lloyd George an. 1919 wurde er zunächst Minister ohne Geschäftsbereich, ehe er im selben Jahr das neugeschaffene Amt des Transportministers (Minister of Transport) übernahm. 1922 schied er aus der Politik aus.
7. Andrew Bonar Law (1858–1923) war von 1915 bis 1916 Kolonialminister (Secretary of State for the Colonies), von 1916 bis 1919 Schatzkanzler (Chancellor of the Exchequer) und von 1919 bis 1921 Lordsiegelbewahrer (Lord Keeper of the Privy Seal). Er gehörte zu den Unterzeichnern des Friedensvertrags von Versailles und war von 1922 bis 1923 britischer Premierminister.
8. Edward Morris, 1. Baron Morris (1859–1935), war von 1909 bis 1917 Premierminister des Dominion Neufundland, das dem damaligen Dominion Kanada staatsrechtlich gleichgestellt war. Neufundland unterstützte unter seiner Führung Großbritannien im Ersten Weltkrieg mit der Entsendung von Bodentruppen.
9. Herbert Kitchener, 1. Earl Kitchener (1850–1916), wurde kurz nach Kriegsbeginn Kriegsminister (Secretary of State for War) im Kabinett von Asquith und stellte mit dem berühmten Slogan Lord Kitchener Wants You die so genannte Kitcheners Armee. Er starb 1916 an Bord eines Panzerkreuzers, der auf eine deutsche Seemine gelaufen war.

Sitzend von links nach rechts abgebildet sind:
1. Joseph Cook (1860–1947) war von 1913 bis 1914 Premierminister von Australien, von 1914 bis 1916 Oppositionsführer und von 1917 bis 1920 Marineminister (Minister for the Navy) unter Premierminister Hughes. Für Australien nahm Cook an der Pariser Friedenskonferenz von 1919 teil.
2. Billy Hughes (1862–1952) war von 1915 bis 1923 Premierminister von Australien. Er sprach sich auf der Reichskonferenz (Imperial conference) von 1916 für eine engere Zusammenarbeit im britischen Weltreich aus und war nach Kriegsende an den Verhandlung über den Versailler Friedensvertrag beteiligt.
3. David Lloyd George, 1. Earl Lloyd-George of Dwyfor (1863–1945), war von 1908 bis 1915 Schatzkanzler (Chancellor of the Exchequer), von 1915 bis 1916 Munitionsminister (Minister of Munitions) und wurde 1916 kurzfristig Kriegsminister. Von 1916 bis 1922 war er Premierminister des Vereinigten Königreichs und gehörte zu den Unterzeichnern des Friedensvertrags von Versailles.
4. Alfred Milner, 1. Viscount Milner (1854–1925), war von 1918 bis 1919 Kriegsminister im Kabinett von Lloyd George. 1919 wurde er Kolonialminister (Secretary of State for the Colonies). In dieser Funktion nahm er an der Pariser Friedenskonferenz teil und gehörte zu den Unterzeichnern des Friedensvertrags von Versailles.
5. William Ferguson Massey (1856–1925) war von 1912 bis zu seinem Tod 1925 Premierminister von Neuseeland. 1914 wurde er in den britischen Kronrat (Privy Council) berufen. Unter seiner Führung beteiligte sich Neuseeland an der Seite Großbritanniens am Ersten Weltkrieg.
6. Winston Churchill (1874–1965) war von 1911 bis 1915 Erster Lord der Admiralität. Als Verantwortlicher für die sich abzeichnende Niederlage in der Schlacht von Gallipoli musste er 1915 zurücktreten. Von 1917 bis 1919 war er Munitionsminister im Kabinett von Lloyd George. In den 1940er und 1950er Jahren war er zweimal britischer Premierminister.
7. Edward Grey, 1. Viscount Grey of Fallodon (1862–1933), war von 1905 bis 1916 Außenminister. Die Entente cordiale mit Frankreich baute er 1907 zur britisch-französisch-russischen Triple Entente aus. Einen entscheidenden Beitrag leistete er 1915 zum Kriegseintritt Italiens auf Seiten der Alliierten.
8. Herbert Henry Asquith, 1. Earl of Oxford and Asquith (1852–1928), war von 1908 bis 1916 britischer Premierminister. Im Verlauf des Krieges wurden ihm verschieden politische und militärische Niederlagen zur Last gelegt, darunter 1916 der Osteraufstand in Irland und die gescheiterte Schlacht an der Somme. Ende 1916 trat er zurück. Ihm folgte als Regierungschef David Lloyd George.

## Rezeption

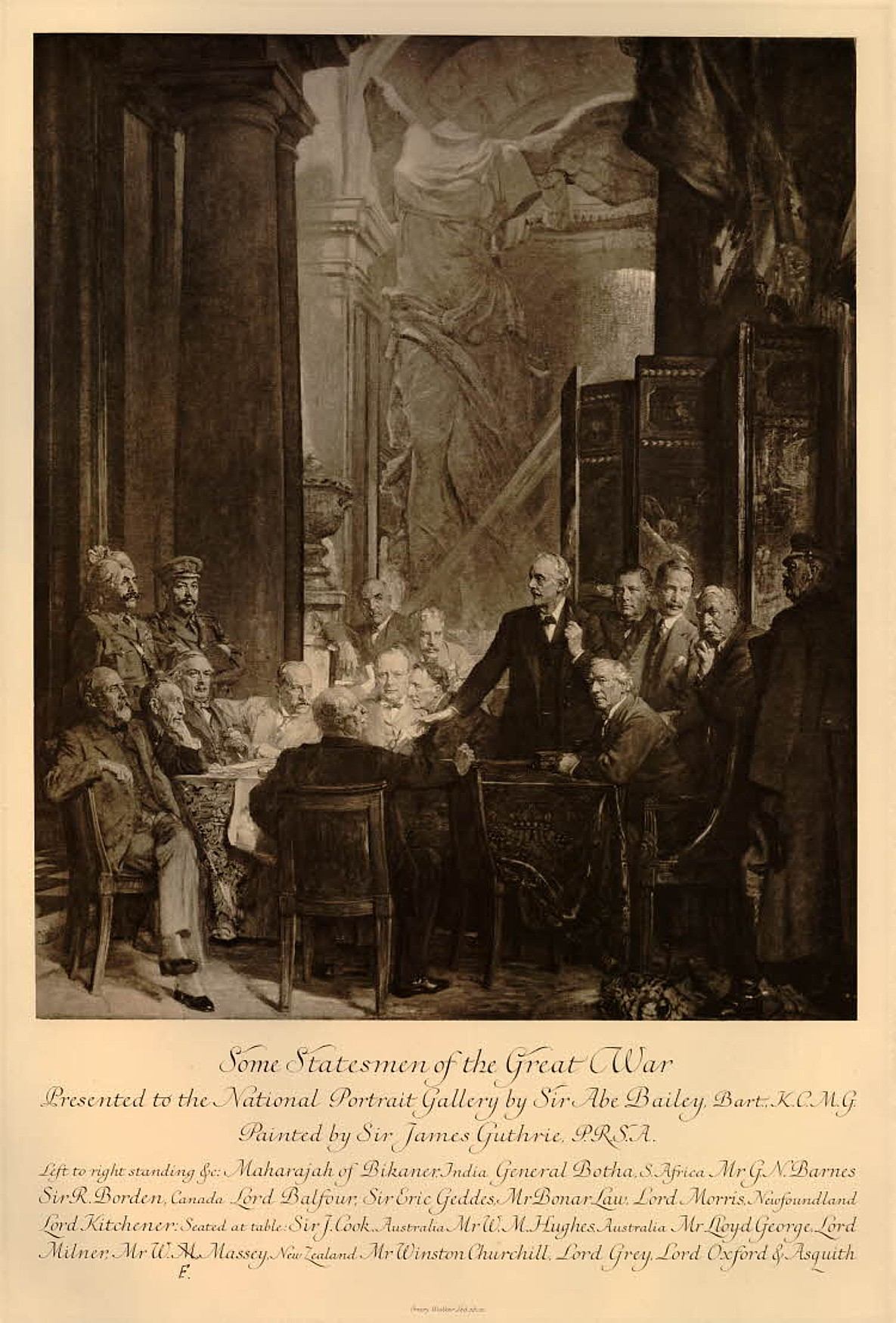
Emery Walker: Some Statesmen of the Great War

Das Gemälde wurde allgemein positiv aufgenommen. Einige Kritiker bezeichneten es als herausragende Leistung, die keinen Vergleich mit Rembrandt oder einem der holländischen Meister scheuen muss. Manche bemängelten die fehlende Proportion zwischen einigen Figuren. Insgesamt wurde das Werk als krönender Abschluss der Karriere von James Guthrie angesehen.
Das Gruppenporträt wurde offenbar, wie von Abraham Bailey gewünscht, reproduziert und verbreitet. Eine 46 cm hohe und 31 cm breite Fotogravur befindet sich im Britischen Museum von London. Die Schwarz-Weiß-Abbildung wird mit Some Statesmen of the Great War bezeichnet. Die Bildunterschrift gibt Abe Bailey als Stifter und James Guthrie als Künstler an.

## Weitere Gemälde aus der Serie
Abraham Bailey hatte bei der National Portrait Gallery noch zwei weitere Gruppenporträts in Auftrag gegeben:

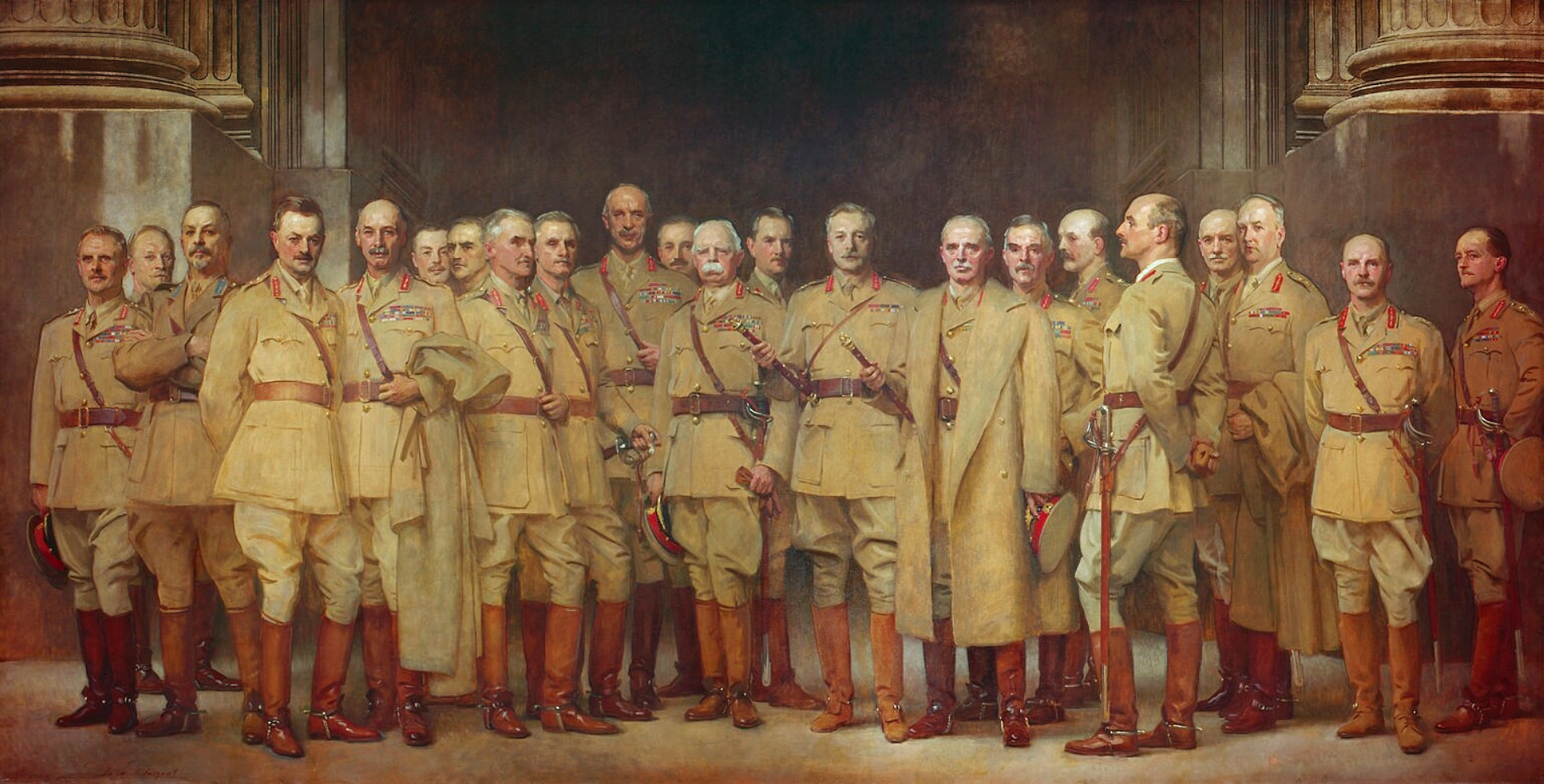
John Singer Sargent: General Officers of World War I
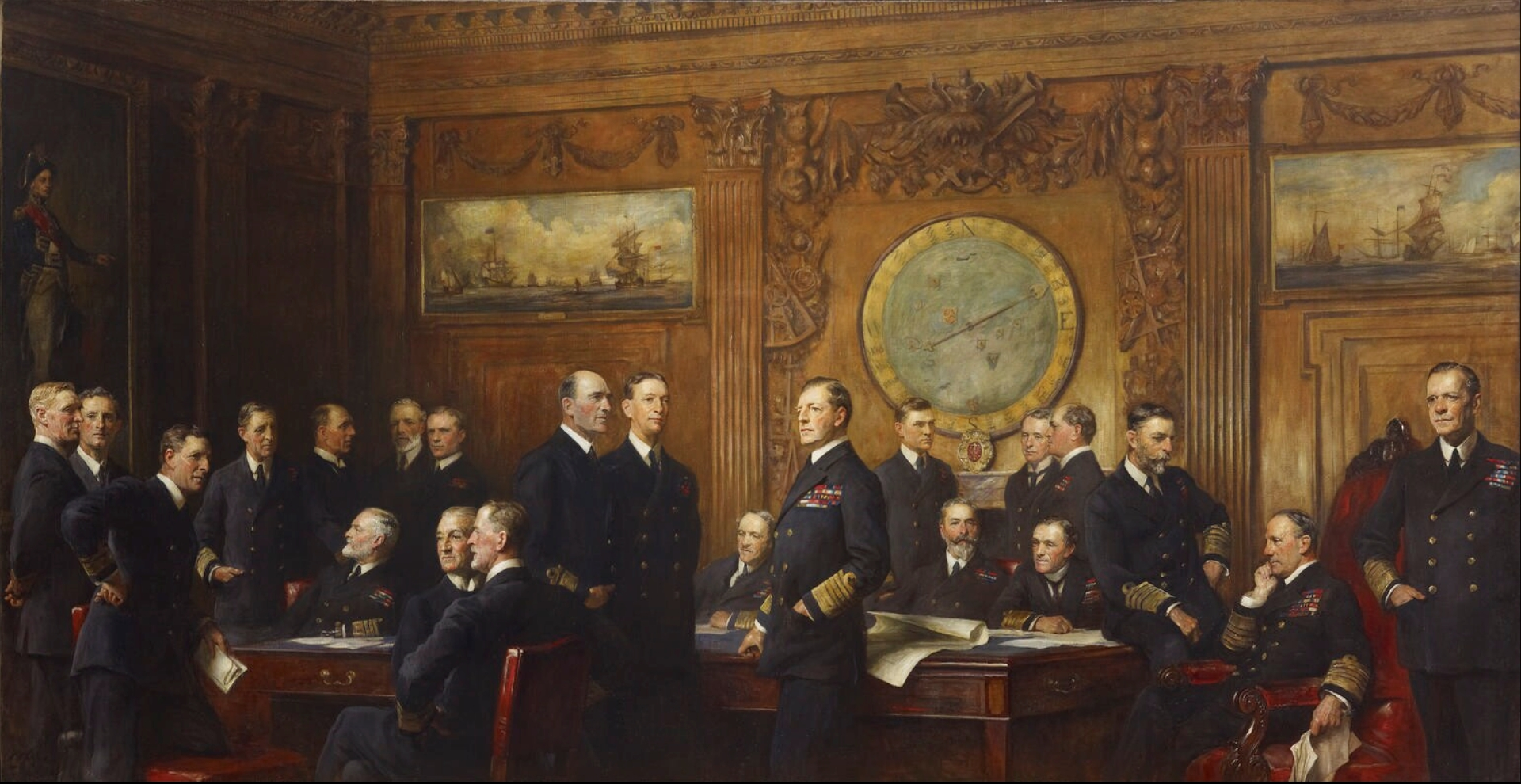
Arthur Stockdale Cope: Naval Officers of World War I